# Puerto de Mobile
El Puerto de Mobile (en inglés: Port of Mobile) es un puerto de aguas profundas en la ciudad de Mobile, en el estado de Alabama (Estados Unidos). Es el único puerto de aguas profundas en Alabama. Se clasificó por el Cuerpo de Ingenieros del Ejército de los Estados Unidos como el noveno mayor puerto en tonelaje en el país durante 2008, con un volumen comercial de 67.635.501 toneladas. Esta clasificación se había reducido al 12 más grande en 2010, con un volumen comercial de 55.713.273 toneladas. 
El puerto se encuentra a orillas del río Mobile donde desemboca en la bahía de Mobile. El Puerto de Mobile tiene, terminales de aguas profundas públicas con acceso directo a 1.500 millas de vías navegables interiores y la intercostal que sirven a los Grandes Lagos, al río Ohio y los valles del río Tennessee (a través del Tennessee-Tombigbee), y el Golfo de México.